# Sinadroma
Sinadroma is een geslacht van hooiwagens uit de familie Sclerosomatidae.
De wetenschappelijke naam Sinadroma is voor het eerst geldig gepubliceerd door Roewer in 1955. 

## Soorten
Sinadroma is monotypisch en omvat slechts de volgende soort:
- Sinadroma sherriffsi